# Чжу Цінань
Чжу Цінань  (кит.: 朱启南, 15 листопада 1984) — китайський стрілець, олімпійський чемпіон, чотириразовий чемпіон світу, чотириразовий чемпіон Азійських ігор.

## Виступи на Олімпіадах
| Олімпіада  | Дисципліна                     | Місце |
| ---------- | ------------------------------ | ----- |
| Афіни 2004 | пневматична гвинтівка, 10 м    | 1     |
| Пекін 2008 | пневматична гвинтівка, 10 м    | 2     |
| Ріо 2016   | гвинтівка, 50 м, три положення | 6     |